# Roberto Arato
Roberto Gonzalo Arato (La Francia, Provincia de Córdoba; 6 de julio de 1992) es un piloto argentino de automovilismo de velocidad. 
Poseedor de una amplia trayectoria en el ambiente de los karts, inició su carrera deportiva compitiendo en esta disciplina desde el año 1999, pasando por diferentes divisionales hasta el año 2008. En ese año, desembarcaría en la Fórmula Renault Argentina teniendo de estar forma su debut a nivel profesional y compitiendo regularmente hasta el año 2011. Durante su paso por esta divisional, formó parte, junto a sus compañeros, del grupo de pilotos que vivió la transición de la categoría al pasar a equiparse con motores de 1.6 a 2.0 litros. Tras su paso por los monoplazas, llegaría finalmente su debut con automóviles de turismo, al estrenarse en el «joven» TC 2000, en la que compite desde 2012. Asimismo, en el año 2014 tuvo la posibilidad de debutar en el campeonato de Súper TC 2000, siendo llevado como invitado en los 200 km de Buenos Aires por el piloto Nicolás Traut.

## Resumen de carrera
| Temporada | Categoría                 | Equipo                                  | Carreras | Victorias | Poles | VR | Podios | Puntos | Pos. |
| --------- | ------------------------- | --------------------------------------- | -------- | --------- | ----- | -- | ------ | ------ | ---- |
| 2008      | Fórmula Renault Argentina | Litoral Group                           | 1        | 0         | 0     | 0  | 0      | 1      | 41.º |
| 2009      | Fórmula Renault Argentina | Litoral Group                           | 11       | 0         | 0     | 0  | 0      | 23     | 15.º |
| 2010      | Fórmula Renault Argentina | Litoral Group                           | 11       | 0         | 0     | 0  | 1      | 31     | 13.º |
| 2011      | Fórmula Renault Argentina | Litoral Group                           | 7        | 0         | 0     | 0  | 0      | 16     | 20.º |
| 2012      | TC 2000                   | JM Motorsport                           | 1        | 0         | 0     | 0  | 0      | -      | -    |
| 2012      | Fórmula Renault Plus      | Conquest Pro                            | 1        | 0         | 0     | 0  | 0      | 16     | 33.º |
| 2012      | Fórmula Renault Argentina | JLS Motorsport                          | 12       | 0         | 0     | 0  | 1      | 55     | 8.º  |
| 2013      | TC 2000                   | Pro Rally                               | 12       | 1         | 0     | 2  | 3      | 135    | 6.º  |
| 2014      | TC 2000                   | Pro Rally Vitelli Competición           | 11       | 0         | 1     | 0  | 1      | 77     | 13.º |
| 2014      | Súper TC 2000             | Traut Motorsport                        | 12       | 0         | 0     | 0  | 1      | -      | -    |
| 2015      | TC 2000                   | JM Motorsport                           | 11       | 0         | 0     | 0  | 2      | 56     | 16.º |
| 2016      | TC 2000                   | JM Motorsport Escudería Río de la Plata | 14       | 0         | 0     | 0  | 0      | 60,5   | 19.º |
| Fuente:   |                           |                                         |          |           |       |    |        |        |      |

## Resultados

### TC 2000
| Año  | Equipo                    | Auto             | 1    | 2    | 3     | 4     | 5    | 6     | 7   | 8   | 9     | 10     | 11    | 12  | 13    | 14    | 15     | 16     | 17  | 18  | 19 | 20 | 21  | 22  | 23  | Res. | Puntos |
| ---- | ------------------------- | ---------------- | ---- | ---- | ----- | ----- | ---- | ----- | --- | --- | ----- | ------ | ----- | --- | ----- | ----- | ------ | ------ | --- | --- | -- | -- | --- | --- | --- | ---- | ------ |
| 2012 |                           |                  | ROS  | SJU  | GR    | OBE   | RAF  | SMM   | RC  | SFE | SAL   | PDF    |       |     |       |       |        |        |     |     |    |    |     |     |     | -    | -      |
| 2012 | JM Motorsport             | Volkswagen Bora  |      |      |       |       |      |       |     |     | 11    |        |       |     |       |       |        |        |     |     |    |    |     |     |     | -    | -      |
| 2013 |                           |                  | RC   | BA I | RAF   | AG    | LP   | CON   | OLA | ROS | SJO   | JUN    | BA II | PDF |       |       |        |        |     |     |    |    |     |     |     | 6°   | 135    |
| 2013 | Pro Rally                 | Honda Civic VIII | 11   | 8    | 6     | 1     | 10   | 11    | 5   | 3   | 2     | 7      | 10    | Ret |       |       |        |        |     |     |    |    |     |     |     | 6°   | 135    |
| 2014 |                           |                  | AG I | LP   | JUN   | MER   | BA I | PAR I | RC  | CON | BA II | PAR II | AG II | GR  |       |       |        |        |     |     |    |    |     |     |     | 13°  | 77     |
| 2014 | Pro Rally                 | Honda Civic VIII | 9    | 11   | NL    |       |      |       |     |     |       |        |       |     |       |       |        |        |     |     |    |    |     |     |     | 13°  | 77     |
| 2014 | Vitelli Competición       | Renault Fluence  |      |      |       |       |      | Ret   | 8   | 15  | 9     | 15     | 2     | 7   |       |       |        |        |     |     |    |    |     |     |     | 13°  | 77     |
| 2015 |                           |                  | AG   | AG   | CON   | CON   | BA   | BA    | MER | JUN | JUN   | LP I   | LP I  | NDJ | RAF   | RAF   | LP II  | LP II  | SL  | SL  | RC | RC | CDU | CDU |     | 16°  | 56     |
| 2015 | JM Motorsport             | Renault Fluence  | WD   | WD   | 18    | 14    | 2    | 6     | 17  | Ret | NL    | 2      | 8     | 12  | 8     | 11    |        |        |     |     |    |    |     |     |     | 16°  | 56     |
| 2016 |                           |                  | SMM  | SMM  | CON I | CON I | BA I | BA I  | SJO | SJO | LP    | LP     | CDU   | CDU | BA II | BA II | CON II | CON II | RAF | RAF | AG | RC | RC  | PAR | PAR | 19°  | 60,5   |
| 2016 | JM Motorsport             | Renault Fluence  | Ret  | 20   |       |       |      |       |     |     |       |        |       |     |       |       |        |        |     |     |    |    |     |     |     | 19°  | 60,5   |
| 2016 | Escudería Río de la Plata | Toyota Corolla X |      |      |       |       | 14   | Ret   | 14  | 18  | 12    | 9      | Ret   | 6   | 9     | 6     | 11     | Ret    |     |     |    |    |     |     |     | 19°  | 60,5   |

### Súper TC 2000
| Año  | Equipo           | Auto          | 1   | 2   | 3  | 4   | 5   | 6   | 7   | 8   | 9   | 10  | 11  | 12  | 13  | Res. | Puntos |
| ---- | ---------------- | ------------- | --- | --- | -- | --- | --- | --- | --- | --- | --- | --- | --- | --- | --- | ---- | ------ |
| 2014 |                  |               | RAF | VIE | AG | ROS | TOA | BA  | RES | SFE | SFE | SJU | TRH | COD | PDF | -    | -      |
| 2014 | Traut Motorsport | Ford Focus II |     |     |    |     |     | Ret |     |     |     |     |     |     |     | -    | -      |

## Palmarés

### Karting
- 2001: Campeón 50cc Promocional Nocturno Asmescofe
- 2001: Campeón 50cc Promocional CAMOV
- 2001: Campeón 50cc promocional Sudeste Cordobés
- 2001: Campeón 50cc Promocional Campeonato Federal
- 2003: Campeón nocturno santafesino (Cat. Sthil)
- 2003: Campeón diurno Santafesino (Cat. Sthil)
- 2003: Campeón provincial Cordobés (Cat. Sthil)
- 2003: Campeón Federal (Cat. Sthil)
- 2005: Campeón Provincial Pre Junior
- 2005: Campeón Federal Cat Junior
- 2007: Campeón Federal
- 2007: Campeón Provincial Cordobés
- 2008: Campeón Argentino de Karting